# Leengs
Leengs war ein Volumenmaß im Königreich Siam, der im heutigen Staatsgebiet von Thailand, Kambodscha und Laos aufgegangenen Region.
- 1 Leengs = 30 Pariser Kubikzoll = 0,595 Liter
- 4 Leengs = 1 Kanan = 2,38 Liter